# Маккул (Меріленд)
Маккул (англ. McCoole) — переписна місцевість (CDP) в США, в окрузі Аллегені штату Меріленд. Населення — 449 осіб (2020).

## Географія
Маккул розташований за координатами 39°27′12″ пн. ш. 78°58′23″ зх. д. / 39.45333° пн. ш. 78.97306° зх. д. (39.453357, -78.973088).  За даними Бюро перепису населення США в 2010 році переписна місцевість мала площу 3,64 км², уся площа — суходіл.

## Демографія
Згідно з переписом 2010 року, у переписній місцевості мешкало 511 особа в 209 домогосподарствах у складі 139 родин. Густота населення становила 140 осіб/км².  Було 243 помешкання (67/км²).
Расовий склад населення:
| - 96,9 % — білих - 0,4 % — чорних або афроамериканців - 0,2 % — вихідців з тихоокеанських островів - 0,2 % — азіатів |

До двох чи більше рас належало 2,0 %. Частка іспаномовних становила 0,0 % від усіх жителів.
За віковим діапазоном населення розподілялося таким чином: 19,2 % — особи молодші 18 років, 62,2 % — особи у віці 18—64 років, 18,6 % — особи у віці 65 років та старші. Медіана віку мешканця становила 43,2 року. На 100 осіб жіночої статі у переписній місцевості припадало 99,6 чоловіків;  на 100 жінок у віці від 18 років та старших — 98,6 чоловіків також старших 18 років.
Середній дохід на одне домашнє господарство  становив 50 766 доларів США (медіана — 44 185), а середній дохід на одну сім'ю — 72 153 долари (медіана — 52 188). Медіана доходів становила 39 306 доларів для чоловіків та 27 639 доларів для жінок. За межею бідності перебувало 12,7 % осіб, у тому числі 0,0 % дітей у віці до 18 років та 53,7 % осіб у віці 65 років та старших.
Цивільне працевлаштоване населення становило 193 особи. Основні галузі зайнятості: виробництво — 26,4 %, роздрібна торгівля — 22,3 %, освіта, охорона здоров'я та соціальна допомога — 17,1 %, транспорт — 15,5 %.